# Baie du Mont-Saint-Michel
Die Baie du Mont-Saint-Michel (deutsch Mont-Saint-Michel-Bucht) ist eine Meeresbucht in Frankreich. Sie ist Teil des Avranchin zwischen der Bretagne im Westen und der Halbinsel Cotentin im Norden und Osten. In der Bucht liegt die Insel Mont-Saint-Michel, die ihr den Namen gab. Zusammen mit dem Mont Saint-Michel zählt die Bucht zum Welterbe der UNESCO.

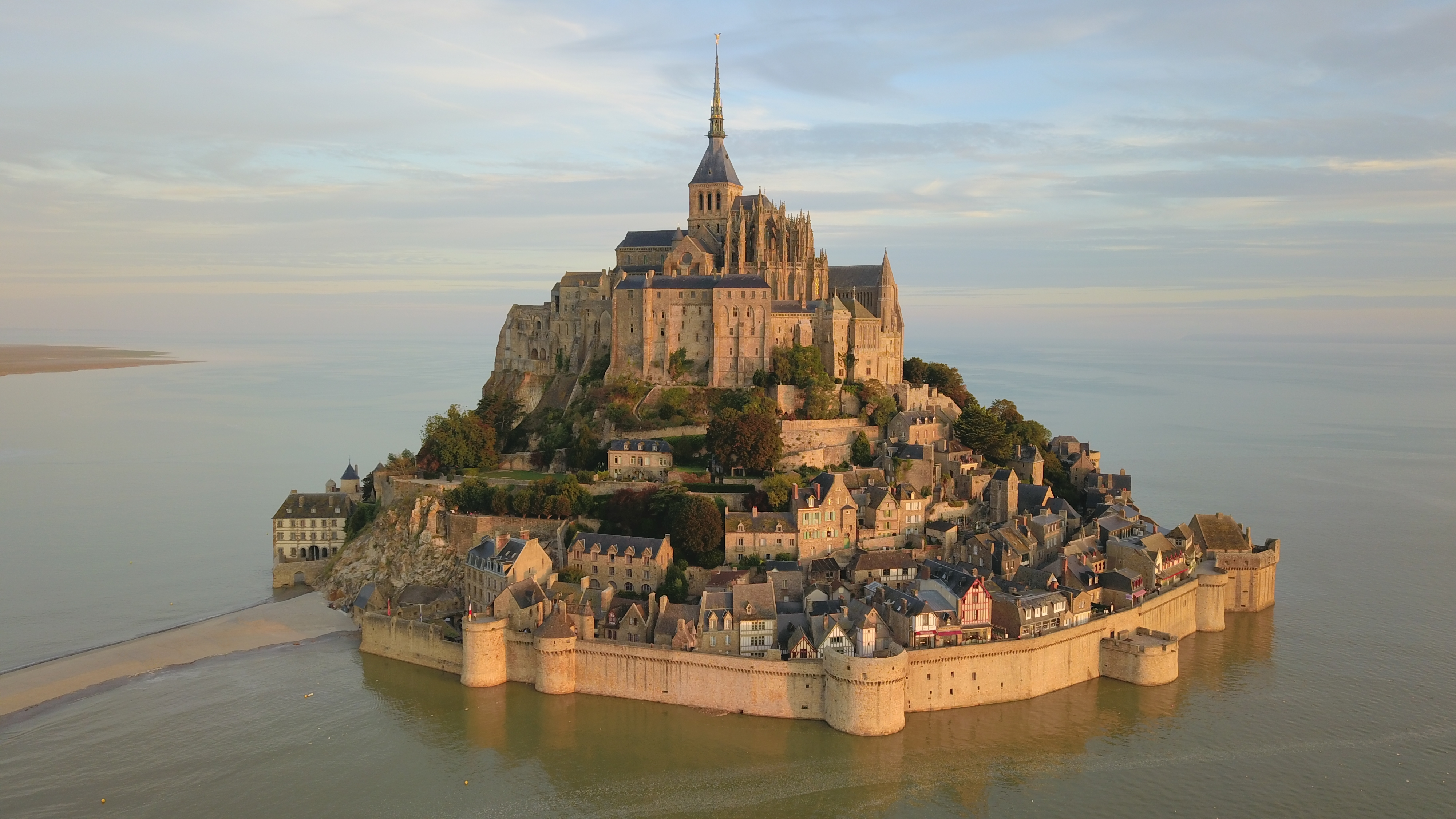
Die namengebende Insel Mont-Saint-Michel

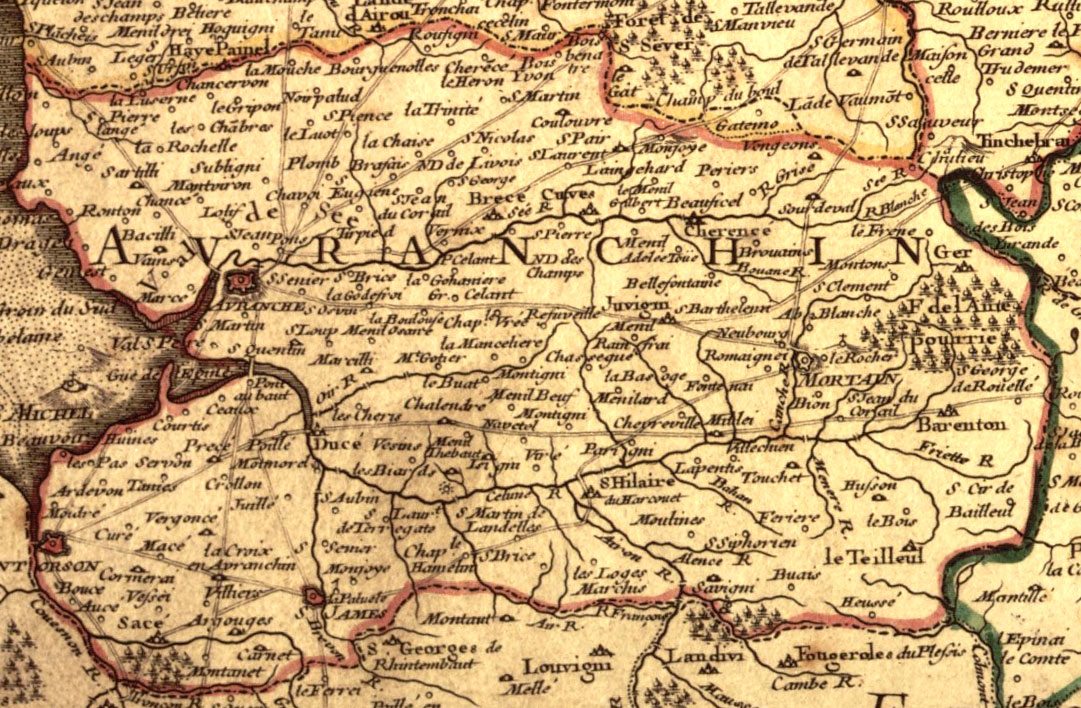
Karte des Avranchin von 1716

Die Bucht erstreckt sich über eine Fläche von rund 500 Quadratkilometern. Im Westen beginnt sie bei Cancale nahe Saint-Malo, im Norden reicht sie etwa bis Carolles südlich von Granville. Der Tidenhub ist besonders stark ausgeprägt und liegt bei über zehn Metern. Die bedeutendsten Zuflüsse in die Bucht sind der Couesnon, die Sélune und die Sée.